# Ufficio stampa e informazione del Governo federale
L'Ufficio stampa e informazione del Governo federale (in tedesco: Presse- und Informationsamt der Bundesregierung, o correntemente Bundespresseamt) è un'amministrazione tedesca responsabile della comunicazione dell'intero governo federale. È sotto la responsabilità del cancelliere federale, ma non fa parte della Cancelleria federale. Il suo capo è anche portavoce del governo (Chef des Presse- und Informationsamtes und Sprecher der Bundesregierung); ha il rango di segretario di stato, a meno che non sia nominato al governo come ministro federale con poteri speciali.
Il suo compito è quello di informare i cittadini e i media sulla politica del governo, nonché di diffondere informazioni all'interno del governo federale.
È stato creato da Konrad Adenauer il 16 settembre 1949, il giorno dopo la sua elezione alla Cancelleria.

## Lista dei Capi dell'ufficio e portavoce del Governo federale
| Nome | Mandato           | Mandato          | Partito | Funzione |
| --- | ----------------- | ---------------- | ------- | -------- |
| Heinrich Böx | 25 settembre 1949 | 10 novembre 1949 | CDU     | StS *    |
| Paul Bourdin | 10 novembre 1949  | 28 febbraio 1950 |         | StS      |
| Heinz Brand | 28 febbraio 1950  | 15 dicembre 1950 |         | StS      |
| Fritz von Twardowski | 16 dicembre 1950  | 15 febbraio 1952 |         | StS      |
| Felix von Eckardt | 16 dicembre 1952  | 30 aprile 1955   | CDU     | StS      |
| Edmund Forschbach | 1º maggio 1955    | 30 giugno 1956   |         | StS      |
| Felix von Eckardt | 1º luglio 1956    | 30 giugno 1962   | CDU     | StS      |
| Karl-Günther von Hase | 1º luglio 1962    | 14 novembre 1967 | CDU     | StS      |
| Günter Diehl | 15 novembre 1967  | 1969             |         | StS      |
| Conrad Ahlers | 1969              | 1972             | SPD     | StS      |
| Rüdiger Freiherr von Wechmar | 1972              | 20 maggio 1974   | FDP     | StS      |
| Klaus Bölling | 20 maggio 1974    | 15 dicembre 1980 |         | StS      |
| Kurt Becker | 15 dicembre 1980  | 28 aprile 1982   |         | StS      |
| Klaus Bölling | 29 aprile 1982    | 4 ottobre 1982   |         | StS      |
| Diether Stolze | 12 ottobre 1982   | 19 maggio 1983   |         | StS      |
| Peter Boenisch | 19 maggio 1983    | 14 giugno 1985   |         | StS      |
| Friedhelm Ost | 21 giugno 1985    | 21 aprile 1989   | CDU     | StS      |
| Hans Klein | 21 aprile 1989    | 20 dicembre 1990 | CSU     | BfBA **  |
| Dietrich Vogel | 1990              | 28 febbraio 1995 |         | StS      |
| Peter Hausmann | 1º marzo 1995     | 14 giugno 1998   | CSU     | StS      |
| Friedrich Bohl | 1998              | 1998             | CDU     | BfBA     |
| Otto Hauser | 1998              | 1998             | CDU     | PStS *** |
| Uwe-Karsten Heye | 1998              | 2002             | SPD     | StS      |
| Béla Anda | ottobre 2002      | 2005             | SPD     | StS      |
| Ulrich Wilhelm | 2005              | 2010             | CSU     | StS      |
| Steffen Seibert | 11 agosto 2010    | 8 dicembre 2021  | CDU     | StS      |
| Steffen Hebestreit | 9 dicembre 2021   | in carica        | SPD     | StS      |
| * StS: Segretario di Stato ** BmBA : Ministro federale con attribuzioni speciali *** PStS: Segretario di Stato parlamentare presso il Cancelliere federale |                   |                  |         |          |